# نورت دام ديس سيبت دوليورس (كيبك)
نورت دام ديس سيبت دوليورس (بالإنجليزية: Notre-Dame-des-Sept-Douleurs, Quebec)‏ هي بلدية محلية في كيبيك تقع في كندا في Rivière-du-Loup Regional County Municipality. يقدر عدد سكانها بـ 49 نسمة ومساحتها 141.80 كم2 .